# Cody Smith
Cody Smith (San Diego, 1º dicembre 1986) è un giocatore di football americano statunitense che gioca come defensive back per i Galgos de Tijuana.

## Palmarès
- 1 NM-Finale (Kristiansand Gladiators, 2014)